# 和诺理一世
教宗何諾一世（拉丁語：Honorius PP. I；？—638年10月12日）於625年10月27日至638年10月12日在位教宗。
据说天主教裡的耶稣的升架节是他引入的，此外他修建、更新和美化了多个罗马市内的教堂。他在传教工作中也很有成绩，比如在英格兰。此外他还有效地整顿了西西里岛上的教士的纪律。
一些人認爲，何諾一世支持拜占庭皇帝赫拉克留的神学论点，企图将基督一志論与天主教的神学论点融合到一起。因此680年召开的第三次君士坦丁堡公會議革除了他的教籍，宣布他为支持異端者。后来多位教宗，包括教宗良二世肯定了这个措施。在1870年的梵蒂冈第一届大公会议上，这个事件被用来作为反对教宗無謬誤的实例。但就實情看，他從未教導異端，亦未墮入異端，只是在教會需要他履行鞏固信仰的職責時，沒有意識到異端的威脅，並主張與一志論者妥協。

## 譯名列表
- 一世：梵蒂冈广播电台作。
- 一世：香港天主教教區檔案　歷任教宗作。

- 洪諾留一世：大英簡明百科[永久]、大英綫上繁體中文版[永久]作洪諾留。
- 洪诺留一世：《世界人名翻譯大辭典》1993年版作洪诺留。
- 霍諾里烏斯一世：中国大百科智慧藏　外國人名譯名對照表作霍諾里烏斯。
- 霍诺里乌斯一世：（页面存档备份，存于）